# Каузални уговори
Каузалан уговор је такав уговор код кога је видно означен његов циљ (кауза), тако да се тачно зна због чега се странке обавезују.
Треба одмах нагласити да сваки уговор мора да има каузу јер без тога уговор не може да настане. Подела на каузалне и апстрактне уговоре је у зависности од тога да ли се кауза види или не.
У првобитном римском праву сви уговори су били строго формални и апстрактни. С развојем начела консенсуалности закључења уговора, путем преторске активности настају и развијају се извесна правна средства којима се покушава заштитити циљ који су странке имале на уму приликом закључења уговора (нпр. exceptio doli – којим је могла да отклони дејство своје формално засноване обавезе у случају непоштеног поступања друге стране, најчешће ако та страна тражи извршење обавезе а да сама своју обавезу није извршила).
ЗОО предвиђа да свака уговорна обавеза мора имати допуштен основ (каузу). Основ је недопуштен ако је противан принудним прописима, јавном поретку, и добрим обичајима. Уколико основ не постоји или је недопуштен такав уговор погођен је санкцијом ништавости. При томе закон је поставио правило да обавеза има основ иако није изражен.